# Waterloo (Oregon)
Waterloo è una città degli Stati Uniti d'America situata nell'Oregon, nella Contea di Linn.